# Bernard Quemada
Bernard Quemada, né le 13 juin 1926 à Saint-Sébastien et mort le 5 juin 2018 dans le 18e arrondissement de Paris, est un universitaire français. Il est l’un des pionniers de la lexicographie française au XXe siècle.

## Biographie
D'un père espagnol, couturier et d'une mère française, femme au foyer,  Bernard Quemada est né le 13 juin 1926 en Espagne, à Saint-Sébastien. A l'âge de 10 ans, la famille quitte l'Espagne pour s'installer à Paris. Bilingue, il parle espagnol avec son père et français avec sa mère. 
Après avoir étudié au lycée Chaptal, il poursuit une licence de lettres à la Sorbonne, puis devient diplômé de l'Institut des professeurs de français à l'étranger.
Sous l'influence majeure de Georges Matoré, il contribuera à introduire la lexicologie dans l'Université française tout au long de sa carrière universitaire.
En 1949, il soutient sa première thèse sous la direction du professeur Robert Léon Wagner, avec pour thème Le Vocabulaire de la galanterie dans les romans mondains (1640-1710).
En 1958, il fonde la revue des Cahiers de lexicologie, qui contribuera à l'essor de cette discipline novatrice durant cette période.
En 1967, sous la direction de Georges Matoré, il soutient sa thèse d'État donnant lieu à un ouvrage majeur : Les Dictionnaires du français moderne (1539-1863).
De 1950-1969, il est enseignant-chercheur en philologie à Besançon. Il constate que les étudiants étrangers ont des difficultés dans leur parcours d'apprentissage. C’est ainsi qu’il crée le CLA (Centre de linguistique appliquée) qui sera à l'initiative de l'intégration du français langue étrangère (FLE) pour  l'aide à l'apprentissage du français pour les étudiants étrangers.
À partir de 1970, il devient professeur de linguistique française à l'université Paris-Sorbonne.
De 1975 à 1995, il sera directeur d'études à l'École pratique des hautes études de Paris. En parallèle, il dirige de 1977 à 1994 le Trésor de la langue française, un dictionnaire des XIXe et XXe siècles en 16 volumes.
Pionnier dans l'usage de l'informatique, il développera plusieurs bases de données.